# Geranium ayavacense
Geranium ayavacense là một loài thực vật có hoa trong họ Mỏ hạc. Loài này được Willd. ex Kunth mô tả khoa học đầu tiên năm 1822.